# Ipermestra (Metastasio)
Ipermestra ist ein Opern-Libretto in drei Akten von Pietro Metastasio. Es wurde erstmals in der Vertonung von Johann Adolph Hasse am 8. Januar 1744 zur Hochzeit der Erzherzogin Maria Anna von Österreich mit Herzog Karl Alexander von Lothringen in Wien aufgeführt.
Eine deutsche Übersetzung des Librettos von Johann Anton Koch erschien 1773 unter dem Namen Hypermnestra im fünften Band seiner unvollendet gebliebenen Gesamtausgabe Des Herrn Abt Peter Metastasio Kayserl. Königl. Hofpoetens Dramatische Gedichte.

## Handlung
Danao (Danaos), der König von Argos, fürchtet die Erfüllung eines Orakels, durch das ihm prophezeit wurde, dass er von der Hand des Linceo (Lynkeus), eines Sohnes seines Zwillingsbruders Egitto (Aigyptos) sterben werde. Daher verlangt er von seiner mit diesem verlobten Tochter Ipermestra (Hypermestra), ihn während der Hochzeitsnacht zu töten. Ipermestra gerät dadurch in einen Gewissenskonflikt zwischen dem Gehorsam zu ihrem Vater und der Liebe zu Linceo.

„Danaus, König von Argos, war durch ein Orakel erschrecket worden, welches ihn mit dem Verlust des Thrones, und des Lebens, durch die Hand eines von Aegyptus Söhnen bedrohete, und befahl deswegen seiner eignen Tochter heimlich, ihren Bräutigam Lynceus, in der ersten Hochzeit-Nacht umzubringen. Alles väterliche Ansehen war nicht vermögend, diese großmüthige Prinzeßin zu einer so unmenschlichen That zu bewegen: Hingegen konnte sie auch alle Zärtlichkeit einer Liebhaberin nicht dahin vermögen, den empfangenen entsetzlichen Befehl an den Lynceus zu offenbaren, um ihren Vater nicht der Rache eines Prinzen auszusetzen, welcher tapfer war, nicht viel vertragen konnte, und so wohl von dem Volke, als dem Kriegs-Heere geliebt wurde. Auf was Art nun die großmüthige Hypermenestra, in dergleichen Angst, die einander entgegen gesetzten Pflichten, einer Braut, und einer Tochter in Obacht genommen; und mit was für verwundernswürdigen Proben von Tugend sie endlich ihren Vater, ihren Bräutigam, und sich selbst glücklich gemacht habe: wird man aus dem Verlauf dieses Singespiels ersehen können.
Apollodor. Hygin. und andere.
Der Schauplatz ist in der Königl. Burg in Argos.“

Die folgende Inhaltsangabe basiert auf dem Libretto der Vertonung von Johann Adolph Hasse.

### Erster Akt
Einige zur Hochzeit Ipermestras geschmückte Zimmer
Elpinice beglückwünscht ihre Cousine Ipermestra zur bevorstehenden Hochzeit mit Linceo. Es handelt sich um eine Liebesheirat. Elpinice selbst ist mit dem thessalischen Prinzen Plistene liiert. Nachdem sie gegangen ist, kommt Ipermestras Vater Danao, um mit ihr allein zu sprechen. Ein Orakel hat ihm prophezeit, dass er durch einen Sohn Egittos umkommen werde, und Linceo sei der einzige mögliche Täter. Deshalb gibt er seiner Tochter einen Dolch und befiehlt ihr, Linceo zu töten, sobald er in der Hochzeitsnacht eingeschlafen ist.
Ipermestra möchte diesen Befehl nicht ausführen und entschließt sich, zu fliehen. Linceo bemerkt ihr verändertes Verhalten. Weil sie seinen Anblick nicht erträgt, verlässt sie den Raum. Linceo ist besorgt und erzählt Elpinice und Plistene davon.
Innengänge der Burg von Argos
Auf einer Seite sieht man ein weites Feld mit dem Fluss Inachos. Auf der anderen Seite stehen Ruinen.
Adrasto und Danao haben Linceos bedrückte Stimmung bemerkt und befürchten, dass er von dem Mordplan erfahren habe. Adrasto will daher die Wachen verstärken und ihn beobachten lassen. Nachdem er gegangen ist, kommt Ipermestra, um Danao ihren Entschluss mitzuteilen. Sie wird jedoch von dem von Danao herbeizitierten Linceo unterbrochen. Dieser kann die Gründe für seine Besorgnis nicht nennen und verweist stattdessen auf Ipermestra. Danao glaubt, sie habe ihm von dem Mordbefehl erzählt und macht ihr Vorwürfe. Linceo versteht nicht, was los ist. Er kann es aber nicht ertragen, Ipermestra ungerecht behandelt zu sehen. In seiner Verzweiflung erklärt er daher, sich selbst töten zu wollen, falls er irgendein Unrecht begangen haben sollte. Danao erkennt schließlich, dass Ipermestra ihm nichts verraten hat. Ipermestra ist verzweifelt, dass sie Linceo nicht beruhigen kann. Danaos Versuch, ihn mit Hinweis auf die Gefühlsverwirrungen der Frauen zu beschwichtigen, bleibt erfolglos.

### Zweiter Akt
Ein Gang mit Statuen und Gemälden
Adrasto und Danao fürchten weiterhin, dass Linceo misstrauisch werden könnte. Um den Verdacht abzulenken, wollen sie versuchen, ihn eifersüchtig auf Plistene zu machen. Falls Ipermestra nicht zum Mord an Linceo zu bewegen sein sollte, wollen sie Elpinice damit betrauen, die als Ansporn zur Thronerbin erklärt werden soll.
Zunächst kommt jedoch Ipermestra zu Danao, der sie für ihre Verschwiegenheit lobt. Sie fleht ihn an, von dem Mord abzusehen, weil ihm sein Gewissen sonst keine Ruhe lassen werde. Er jedoch hat größere Angst vor Linceo als vor seinem Gewissen. Als sie sich endgültig weigert, den Mord zu begehen, verbietet ihr Danao, Linceo jemals wiederzusehen. Sollte sie nicht gehorchen, müsse er sofort sterben.
Plistene bittet Ipermestra, Linceo zu beruhigen. Sie jedoch verlangt von ihm, Linceo zu seinem eigenen Schutz von ihr fernzuhalten. Die Gründe kann sie ihm nicht nennen, versichert ihm jedoch, dass sie Linceo weiterhin liebe. Nachdem sie gegangen ist, kommt Linceo und fragt Plistene nach Ipermestra. Dieser antwortet, dass er sie vorerst in Ruhe lassen solle. Linceo warnt ihn vor seiner aufkeimenden Eifersucht, die ihn zu Verzweiflungstaten verleiten könne.
Danao hat Elpinice inzwischen angeboten, sie zu seiner Erbin zu machen, wenn sie sich dazu bereit erklärt, Linceo zu heiraten und zu töten. Sie will Plistene davon erzählen und ihn um Rat fragen. Dazu kommt es wegen der allgemeinen Verwirrung zwar nicht mehr, aber insgeheim hat sie sich bereits dagegen entschieden.
Vorne ein angenehmer Platz in den königlichen Gärten, der von hohen Bäumen beschattet wird
Hinten lange und weite Gänge aus Blumen und Hecken, an deren Ende schöne Gebäude und künstliche Gewässer zu sehen sind.
Weil Linceo sich nicht von Ipermestra fernhalten lässt, suchen Danao und Adrasto nach einer anderen Lösung. Danao will seiner Tochter zunächst noch einmal ins Gewissen reden und beauftragt Adrasto, anschließend auch Linceo zu ihm zu schicken. Als Ipermestra gekommen ist, befiehlt er der Wache, das folgende Gespräch versteckt zu beobachten. Er geht davon aus, dass Linceo Ipermestra eifersüchtig zur Rede stellen wird. Ipermestra soll ihn anhören, darf ihm aber nicht widersprechen. Sollte sie ihn warnen oder sich rechtfertigen, werden die Soldaten zuschlagen. Linceo kommt nun und spricht sie tatsächlich auf ihren vermeintlichen neuen Liebhaber an. Ipermestra antwortet ausweichend, dass sie nie ein Geheimnis vor ihm haben wollte. Als Linceo ihr nun Untreue vorwirft, kann Ipermestra sich nicht rechtfertigen, ohne sein Leben zu gefährden und drängt ihn, fortzugehen. Gekränkt kündigt er an, Selbstmord begehen zu wollen, um sie zufriedenzustellen. Da sie ihm nun jedoch ausdrücklich befiehlt, am Leben zu bleiben, ist Linceo zutiefst verwirrt.

### Dritter Akt
Geheimzimmer
Elpinice erzählt Ipermestra, dass Danao nun ihr aufgetragen habe, Linceo zu heiraten und zu töten. Um Zeit zu gewinnen, habe sie vorgegeben, es tun zu wollen. Nun wollen Plistene und sie Linceo warnen. Ipermestra macht sich Sorgen um ihren Vater. Sie bittet Elpinice, Plistene aufzuhalten und noch nichts zu unternehmen. Als nun Linceo selbst kommt, kann sie sich nicht mehr zurückhalten und versichert ihm ihre fortgesetzte Liebe und dass seine Eifersucht grundlos sei. Sie bittet ihn, unverzüglich aus Argos zu fliehen, ohne nach den Gründen zu fragen.
Plistene versucht Linceo zu einem Aufstand zu überreden. Er erzählt ihm, dass der König ihn tot sehen wolle und versucht habe, Ipermestra und Elpinice zum Mord anzustiften. Linceo versteht jetzt alles. Weil er aber Ipermestra versprochen hat, Argos zu verlassen, kann er nicht am Aufstand teilnehmen. Erst als Elpinice berichtet, dass Ipermestra gewaltsam zum König geführt wurde, weil dieser von ihrem Gespräch mit Linceo erfahren hat, überlegt er es sich anders.
Prachtvoll geschmückter Ort bei den königlichen Gängen und Zimmern, zur Nacht beleuchtet
Der Aufstand ist ausgebrochen. Danao versucht, aus seiner Burg zu fliehen. Adrasto weist ihn darauf hin, dass es draußen jetzt zu unsicher sei. Er macht sich auf den Weg, um Verstärkung zu holen.
Danao wirft seiner Tochter vor, ihm Linceo vorgezogen zu haben und so an seinem bevorstehenden Tod schuld zu sein. Sie versichert ihm, Linceo nichts verraten zu haben. Linceo, Plistene und ihre Anhänger dringen nun in die Burg ein. Ipermestra stellt sich jedoch schützend vor Danao. Sie will auf keinen Fall zulassen, dass ihr Geliebter ihren Vater tötet. Inzwischen naht Adrasto mit den königlichen Soldaten, und Plistene drängt zur Eile. Weil Ipermestra ihren Vater jedoch nicht verlassen möchte, entscheidet sich auch Linceo, bei ihr zu bleiben. Nachdem Adrastos Leute die Burg besetzt haben, erklären Plistene und Elpinice Danao, dass nicht Linceo, sondern sie selbst verantwortlich für den Aufstand sind. Ipermestra erklärt sich ebenfalls für schuldig. Ihretwegen befinde sich Linceo nun in der Gewalt Danaos, aber falls er wirklich zum Tode verurteilt werden sollte, wolle auch sie nicht mehr leben. Jetzt endlich sieht Danao sein Fehlverhalten ein. Er ist bereit, die beiden leben zu lassen. Weil er ihretwegen den Aufstand überstanden hat und seine eigene Ehre als König beschädigt ist, soll von nun an Ipermestra als Königin herrschen.

## Werkgeschichte
Die mythologischen Grundlagen der Handlung finden sich, wie auch im Libretto angegeben, im zweiten Buch der Bibliotheke des Apollodor sowie in der Nr. 168 der Fabulae von Hyginus. Dem Mythos zufolge sollten die fünfzig Töchter des Danaos, die sogenannten Danaiden, auf Befehl ihres Vaters ihre Ehemänner, die Söhne des Aigyptos, in der Hochzeitsnacht töten. Lediglich die älteste Tochter, Hypermestra, verschonte ihren Gatten Lynkeus und verhalf ihm zur Flucht. Aischylos verarbeitete den Mythos in seiner Danaiden-Trilogie, von der jedoch nur der Anfang (Die Schutzflehenden) erhalten ist.
Das Thema wurde vor Metastasio schon von mehreren anderen Autoren verarbeitet, so in den Tragödien Les Danaïdes von Jean Ogier de Gombauld (1644 oder 1658), Lyncée von Gaspard Abeille (1678) und Hypermnestre von Théodore de Riupeirous (1704). Außerdem gab es bereits verschiedene andere Opernlibretti über den Mythos, so von Giovanni Moniglia (Hipermestra, vertont 1658 von Francesco Cavalli), von Antonio Salvi (Ipermestra, vertont 1724 von Geminiano Giacomelli, 1727 von Antonio Vivaldi und 1728 von Francesco Feo) und von Joseph de La Font (Hypermnèstre, vertont 1716 von Charles-Hubert Gervais). Mit letzterem weist Metastasios Fassung die meisten Ähnlichkeiten auf.
Metastasios eigenen Angaben zufolge schrieb er das Werk innerhalb von 18 Tagen für die Vertonung von Johann Adolph Hasse, die am 8. Januar 1744 anlässlich der Hochzeit der Erzherzogin Maria Anna von Österreich mit Herzog Karl Alexander von Lothringen im Rahmen einer privaten Veranstaltung in Wien aufgeführt wurde. Erst am 25. Januar kam es zur eigentlichen Premiere am Hoftheater. Mit ungefähr dreißig Vertonungen erlangte das Libretto lediglich eine durchschnittliche Popularität. Dennoch wurde es noch im neunzehnten Jahrhundert mehrfach vertont.

## Vertonungen
Folgende Komponisten legten dieses Libretto einer Oper zugrunde:
| Komponist                    | Uraufführung                                      | Aufführungsort    | Anmerkungen |  |
| ---------------------------- | ------------------------------------------------- | ----------------- | --- |  |
| Johann Adolph Hasse          | 8. Januar 1744, Königliches Theater               | Wien              | überarbeitet am 20. Januar 1746 im Teatro San Carlo in Neapel; überarbeitet am 7. Oktober 1751 für den Dresdner Hof zum Geburtstag Augusts III. in Hubertusburg, WA zum Karneval 1752 am Hoftheater in Dresden                    |  |
| Christoph Willibald Gluck    | 21. November 1744, Teatro San Giovanni Crisostomo | Venedig           | |  |
| Egidio Duni                  | Karneval 1748, Teatro Falcone                     | Genua             | |  |
| Ferdinando Bertoni           | 22. Mai 1748, Teatro San Samuele                  | Venedig           | Auch 1751 im Hoftheater in München und 1753 im Teatro Dolfin in Treviso |  |
| Niccolò Jommelli             | 9. Oktober 1751, Teatro de’ Nobili                | Spoleto           | |  |
| Pasquale Cafaro              | 18. Dezember 1751, Teatro San Carlo               | Neapel            | erste Fassung |  |
| Andrea Adolfati              | 20. Januar 1752, Teatro Rangoni                   | Modena            | |  |
| Davide Perez                 | 31. März 1754, Teatro Real Corte                  | Lissabon          | |  |
| Giuseppe Re                  | 1755, Teatro Solerio                              | Alessandria       | |  |
| anonym (Pasticcio)           | 18. Mai 1757, Teatro San Samuele                  | Venedig           | |  |
| Gregorio Sciroli (Pasticcio) | Herbst 1757, Teatro Sacchi                        | Casale Monferrato | Librettist nicht angegeben |  |
| Baldassare Galuppi           | 14. Januar 1758, Teatro Regio Ducale              | Mailand           | auch zu Himmelfahrt 1761 im Teatro San Salvatore in Venedig |  |
| Ignazio Fiorillo             | Sommer-Messe 1759, Hoftheater                     | Braunschweig      | |  |
| Johann Ernst Eberlin         | 1761, Hoftheater                                  | Salzburg          | überarbeitet 1763 |  |
| Pasquale Cafaro              | 26. Dezember 1761, Teatro San Carlo               | Neapel            | zweite Fassung |  |
| anonym                       | Herbst 1765, Teatro San Benedetto                 | Venedig           | |  |
| Giuseppe Sarti               | 8. Januar 1766, Teatro Argentina                  | Rom               | auch in zwei Akten 1797 im King’s Theatre am Haymarket in London |  |
| Gian Francesco de Majo       | 13. August 1768, Teatro San Carlo                 | Neapel            | |  |
| Josef Mysliveček             | 27. März 1769, Teatro della Pergola               | Florenz           | |  |
| Niccolò Piccinni             | 4. November 1772, Teatro San Carlo                | Neapel            | |  |
| Gian Francesco Fortunati     | Karneval 1773, Teatro di Corte                    | Modena            | |  |
| Johann Gottlieb Naumann      | 1. Februar 1774, Teatro San Benedetto             | Venedig           | |  |
| Raimondo Mei                 | 1778, Teatro Prini                                | Pavia             | |  |
| Vicente Martín y Soler       | 30. Mai 1780, Teatro San Carlo                    | Neapel            | |  |
| Salvatore Rispoli            | 26. Dezember 1785, Teatro alla Scala              | Mailand           | |  |
| Gennaro Astarita             | Himmelfahrt 1789, Teatro San Benedetto            | Venedig           | |  |
| Giovanni Paisiello           | Juni 1791, Teatro Nuovo                           | Padua             | |  |
| Francesco Morlacchi          | 11. Februar 1810, Teatro Argentina                | Rom               | Libretto bearbeitet von Stefano Scatizzi als Le Danaidi in zwei Akten; auch 1812 im Kleinen Kurfürstlichen Theater in Dresden, am 2. März 1819 im Teatro alla Scala in Mailand und im Herbst 1820 im Teatro Contavalli in Bologna |  |
| Saverio Mercadante           | September 1827, Teatro de São Carlos              | Lissabon          | eine bereits im Winter 1825 im Teatro San Carlo in Neapel aufgeführte frühere Oper dieses Namens basiert auf einem Libretto von Luigi Ricciuti                                                                                    |  |
| Baltasar Saldoni i Remendo   | 1838, Teatro de la Cruz                           | Madrid            | Libretto bearbeitet von Ignazio Pasini |  |
| Ramon Carnicer               | 1843, Liceo                                       | Saragossa         | |  |

## Aufnahmen und Aufführungen in neuerer Zeit
- Gian Francesco de Majo:
  - 1963. Aufnahme der RAI Neapel. Leitung: Armando La Rosa Parodi. Sänger: Franco Ventriglia (Danao), Emilia Cundari (Ipermestra), Herbert Handt (Linceo), Bianca Maria Casoni (Elpince), Mario Boriello (Plistene), Robert El Haage (Adrasto).[40]

## Digitalisate
1. ↑  Johann Anton Koch: Des Herrn Abt Peter Metastasio Kayserl. Königl. Hofpoetens Dramatische Gedichte, aus dem Italiänischen übersetzt. Fünfter Band. Krauß, Frankfurt und Leipzig 1773 als Digitalisat beim Münchener Digitalisierungszentrum.
2. 1 2 3  Libretto (italienisch/deutsch) der Oper von Johann Adolph Hasse, Hubertusburg 1751 als Digitalisat bei der Universitäts- und Landesbibliothek Sachsen-Anhalt.
3. ↑  Libretto (italienisch)  der Oper von Johann Adolph Hasse, Neapel 1746. Digitalisat im Corago-Informationssystem der Universität Bologna.
4. ↑  Libretto (italienisch)  der Oper von Christoph Willibald Gluck, Venedig 1744. Digitalisat im Corago-Informationssystem der Universität Bologna.
5. ↑  Libretto (italienisch)  der Oper von Ferdinando Bertoni, Venedig 1748. Digitalisat im Corago-Informationssystem der Universität Bologna.
6. ↑  Libretto (italienisch/deutsch)  der Oper von Ferdinando Bertoni, München 1751. Digitalisat im Corago-Informationssystem der Universität Bologna.
7. ↑  Libretto (italienisch) der Oper von Andrea Adolfati, Modena 1752 als Digitalisat im Museo internazionale e biblioteca della musica di Bologna.
8. ↑  Libretto (italienisch)  der Oper von anonym, Venedig 1757. Digitalisat im Corago-Informationssystem der Universität Bologna.
9. ↑  Libretto (italienisch)  der Oper von Baldassare Galuppi, Mailand 1758. Digitalisat im Corago-Informationssystem der Universität Bologna.
10. ↑  Libretto (italienisch)  der Oper von anonym, Venedig 1765. Digitalisat im Corago-Informationssystem der Universität Bologna.
11. ↑  Libretto (italienisch) der Oper von Giuseppe Sarti, Rom 1766 als Digitalisat im Museo internazionale e biblioteca della musica di Bologna.
12. ↑  Partitur der Oper von Gian Francesco di Majo, ca. 1768 als Digitalisat beim International Music Score Library Project.
13. ↑  Libretto (italienisch) der Oper von Josef Mysliveček, Florenz 1769 als Digitalisat im Museo internazionale e biblioteca della musica di Bologna.
14. ↑  Libretto (italienisch)  der Oper von Johann Gottlieb Naumann, Venedig 1774. Digitalisat im Corago-Informationssystem der Universität Bologna.
15. ↑  Libretto (italienisch) der Oper von Salvatore Rispoli, Mailand 1786 als Digitalisat im Museo internazionale e biblioteca della musica di Bologna.
16. ↑  Libretto (italienisch) der Oper von Gennaro Astarita, Venedig 1789 als Digitalisat im Museo internazionale e biblioteca della musica di Bologna.
17. ↑  Libretto (italienisch) der Oper von Francesco Morlacchi, Rom 1810 als Digitalisat im Museo internazionale e biblioteca della musica di Bologna.
18. ↑  Libretto (italienisch/deutsch) der Oper von Francesco Morlacchi, Dresden 1812 als Digitalisat beim Münchener Digitalisierungszentrum.
19. ↑  Libretto (italienisch) der Oper von Saverio Mercadante (frühere Fassung nach dem Libretto von Luigi Ricciuti), Neapel 1825 als Digitalisat im Museo internazionale e biblioteca della musica di Bologna.